# Strand, Jäder

Strand är en herrgård i Jäders socken, Eskilstuna kommun.
Gården fick sätesprivilegier på 1600-talet. Nuvarande huvudbyggnaden uppfördes 1903 men flyglarna härrör från 1700-talet. Bland ekonomibyggnaderna på gården finns ett härbre med brutet tak, täckt av fjälltegel som enligt traditionen skall vara uppfört 1685.